# دریاچه گگین
دریاچه گگئن (انگلیسی: Gegeen Lake) یک دریاچه در کشور مغولستان است.